# 松島栄一
松島 栄一（まつしま えいいち、1917年8月24日 -  2002年12月12日 ）は、日本の歴史学者。元大東文化大学教授。歴研・民科・歴教協等で活躍。

## 人物
大阪府大阪市天王寺区に生まれる。1924年に大阪市立天王寺第五尋常小学校（現在の大阪市立五条小学校）、1930年に灘中学校、1935年に早稲田高等学院、1937年に早稲田大学文学部史学科にそれぞれ進学。大学在学中、教えを受けた津田左右吉に大きく傾倒する。
大学卒業の1940年、花見朔巳の勧めで東京帝国大学史料編纂所に勤務。当時の東京帝国大学国史研究室は平泉澄によって支配されていたが、その影響が及ばず実証主義をかたく守っていた史料編纂所に就職し、そこで家永三郎や遠山茂樹と同僚となったことは、その後に大きな影響を与えた。歴史学研究会や「羽仁サロン」に参加し、マルクス主義に傾倒していった。
1943年、歴史学研究会幹事となるが、同年、応召。立川飛行場の航空整備兵として終戦を迎える。敗戦後まもない歴研の再建に尽力し、その後、代表者となっている。歴史学研究会発行の『歴史学研究』や、新たに発足した民主主義科学者協会発行の『歴史評論』などの誌上に多く執筆し、活躍した。
1947年からは講師として母校早稲田の教壇に立ち、また同年、教科用図書編集委員として中学校用日本史教科書の編集に参画、しかしこれは刊行に至らず日の目を見なかった。ついで1949年には中学校社会科学習指導要領改定に参加。中学校三年最後に「平和」の単元を設けるなど松島の主張が盛り込まれたが、すぐに再改定されてしまっている。歴史教育者協議会設立にも大きな役割を果たす。
1954年から史料編纂所助手、1977年講師、1978年定年退官。1982年から1991年まで大東文化大学教授。この頃になると歴史関係の学会からは遠ざかっていたが、歴教協委員長などつとめた。2002年、脳閉塞のため死去。85歳。
専門は、思想史・文化史・史学史・歴史教育など幅広い。高橋磌一・宮森繁との共著『日本の国ができるまで』が毎日出版文化賞を受賞。

## 著書

### 単著
- 『太平洋戦争』　福村書店〈中学生歴史文庫〉、1951年
- 『世界伝記全集　福沢諭吉』　講談社、1960年
- 『忠臣蔵』　岩波書店〈岩波新書〉、1964年
- 『日本の学問』　日本放送出版協会、1968年
- 『元禄文化』　文英堂〈国民の歴史〉、1970年
- 『歴史教育の歴史と社会科』　歴史教育者協議会、2003年

### 編著
- 『日本史講座　第1巻　歴史理論篇』　河出書房、1952年
- 『明治文学全集　明治史論集(1)(2)』　筑摩書房、1965年
- 『現代日本思想大系　マルキシズム1』　筑摩書房、1966年（内田義彦・大塚久雄と共編）
- 『進歩と革命の思想　日本編』　新日本出版社、1978年
- 『元号問題の本質』　白石書店、1979年（永原慶二と共編）
- 『日本教育史年表』　三省堂、1990年（伊ケ崎暁生と共編）
- 『「自由主義史観」の病理』　大月書店、1997年（城丸章夫と共編）
- 『歴史教育五〇年のあゆみと課題』　未來社、1997年（歴史教育者協議会編）